# ヴェルナツキー・ウクライナ国立図書館
ヴェルナツキー・ウクライナ国立図書館 (ヴェルナツキー・ウクライナこくりつとしょかん、ウクライナ語: Національна бібліотека України імені В.І. Вернадського)は、キーウに所在するウクライナの科学情報の拠点となっている国立図書館である。また、欧州図書館にも加わっている。
ヴェルナツキー・ウクライナ国立図書館には16,000,000点の文献や記録などのコレクションが存在している。現在の建屋は1975年から1989年にかけて建設された27階建て、総面積は35,700 m²、高さは地上76.7 m(アンテナは地上78.6 m)のビルである

## 歴史

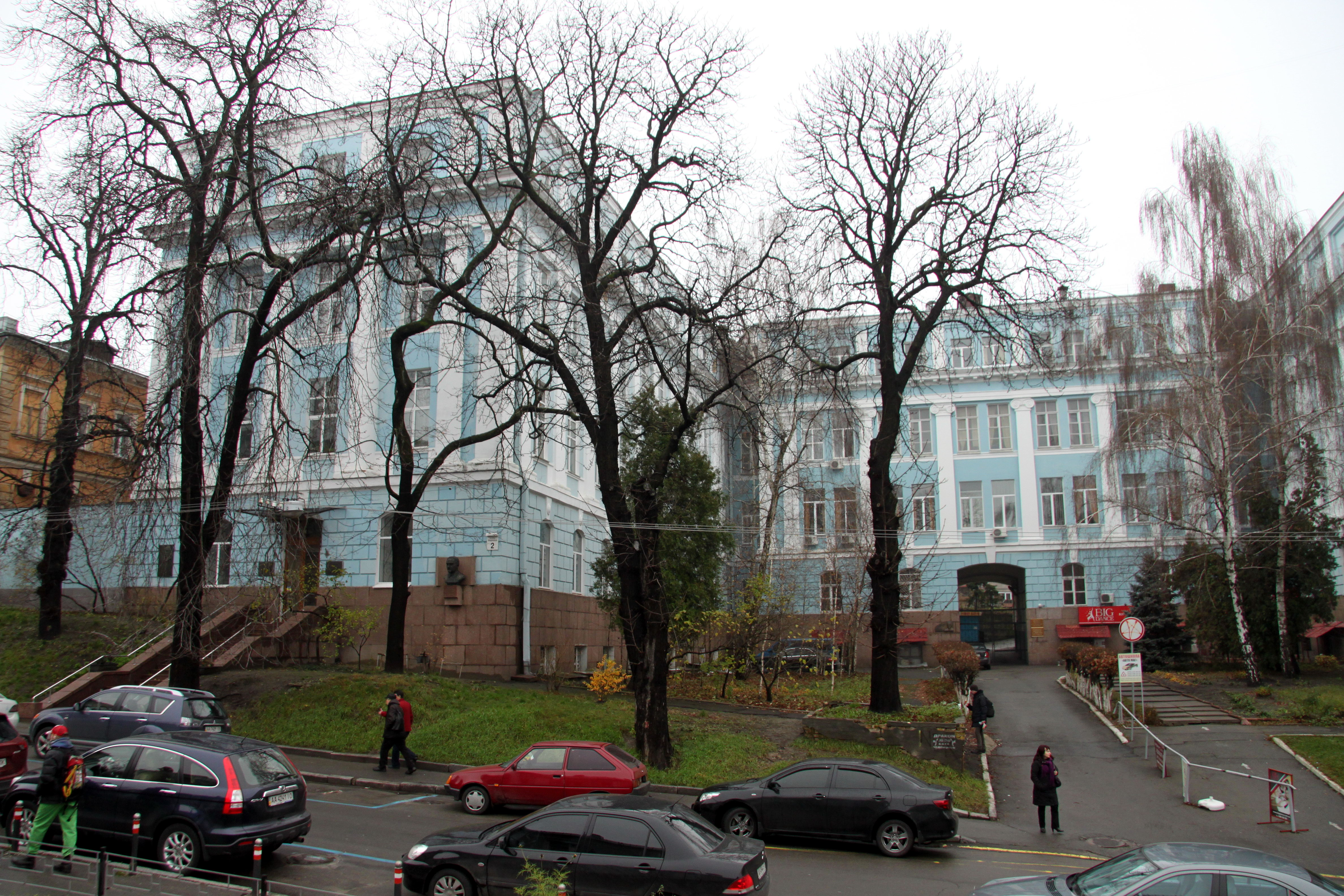
1919年の初代建屋

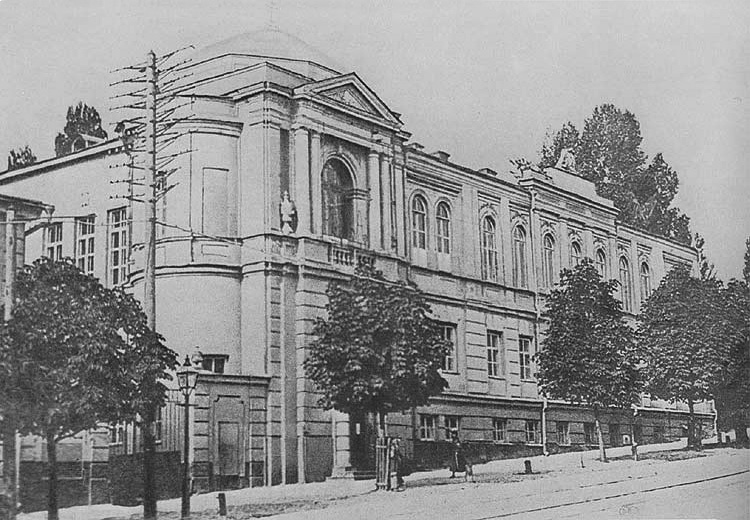
1919年から1930年までの建屋

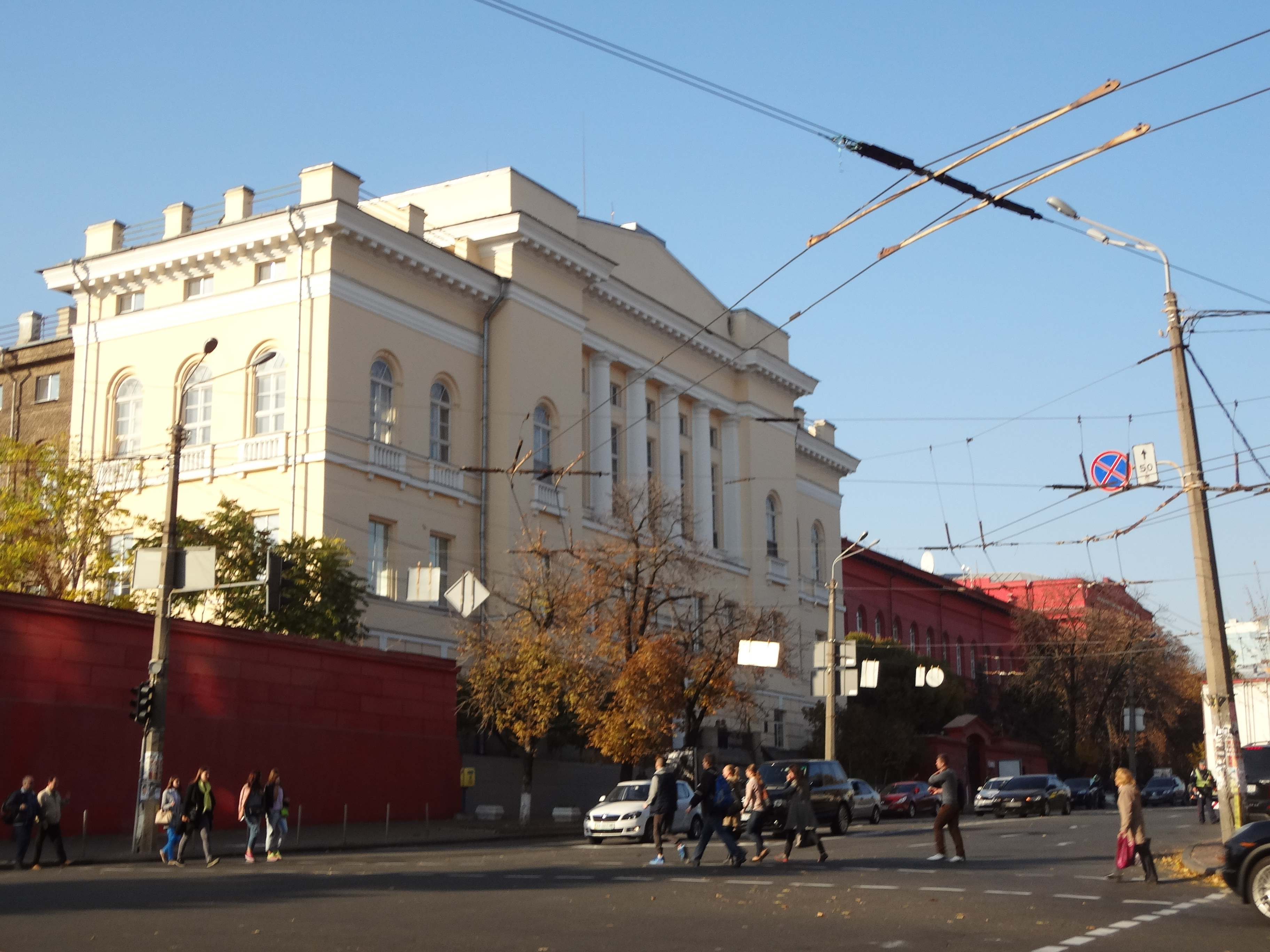
1930年–1989年の本館 (キーウ大学付近に所在)

1918年8月2日に、時のウクライナ国のヘーチマンであったパウロー・スコロパードシクィイによってウクライナ国国立図書館(ウクライナ語: Національної бібліотеки Української Держави)として設立された。
1941年から1944年5月まで、独ソ戦のためバシキール自治ソビエト社会主義共和国のウファに退避。
1988年2月19日、ウクライナ科学アカデミー創設者のウラジーミル・ヴェルナツキーの名を冠したウラジーミル・イワノヴィチ・ヴェルナツキー・ウクライナ・ソビエト社会主義共和国中央科学図書館に改称。
1996年4月5日、国立図書館としての法的地位を得て、ヴェルナツキー・ウクライナ国立図書館と改称。

### 名称の変遷
- 1918年 — Національна бібліотека Української Держави.
- 1919年 — Національна бібліотека України у місті Києві при Українській академії наук.
- 1919—1920年 — Всенародна бібліотека України при Всеукраїнській академії наук у місті Києві.
- 1920—1934年 — Всенародна бібліотека України у Києві.
- 1934—1936年 — Державна бібліотека Всеукраїнської академії наук.
- 1936—1948年 — Бібліотека Академії наук УРСР.
- 1948—1965年 — Державна публічна бібліотека УРСР.
- 1965—1988年 — Центральна наукова бібліотека АН УРСР.
- 1988—1991年 — Центральна наукова бібліотека ім. В. І. Вернадського АН УРСР.
- 1991—1994年 — Центральна наукова бібліотека ім. В. І. Вернадського АН України.
- 1994—1996年 — Центральна наукова бібліотека ім. В. І. Вернадського НАН України.
- 1996年—現在 — Національна бібліотека України імені В. І. Вернадського.

## 主な収蔵品

### ユダヤ民俗音楽
ヴェルナツキー・ウクライナ国立図書館には世界屈指の数の蝋管蓄音機によって録音されたユダヤ音楽のコレクションが存在する。その多くはソビエト時代以前に民族学者のSusman Kiselgof、Moisei Beregovsky、Sofia Magidによって録音されたものである。 これらはユダヤ人の民俗音楽(1912年-1947年)として2005年にUNESCOの世界記憶遺産に登録された。

### オルシャの福音書

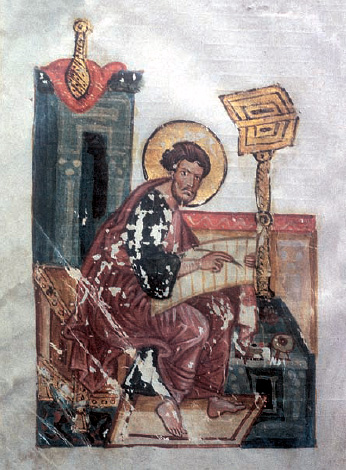
オルシャの福音書

オルシャの福音書は13世紀後半のキリル文字で叙述されたベラルーシの古書である。この本はオルシャの僧院から捨てられ、ナポレオン軍が見つけたもので、 1874年にキエフ・モヒーラ・アカデミーに寄贈された。現在は当館に収蔵されている。聖ルカや聖マタイの細密画や300を超える花や動物の絵が描かれている。本書は福音書、メノロギウムからなっている。

### エネイーダ
イヴァン・コトリャレーウシキーによってウクライナ語の口語で書かれた『エネイーダ』の初版5冊が収蔵されている。